# Marouan Chouiref
Marouan Chouiref (arabisch مروان شويرف; geb. 27. Mai 1990 in Mahdia) ist ein tunesischer Handballspieler. Er hat für Tremblay-en-France Handball, Göztepe SK (Izmir, Türkei) und Vojvodina Novi Sad (Novi Sad, Serbien) gespielt.
Er nahm mit der tunesischen Nationalmannschaft an den Olympischen Sommerspielen 2012 in London und den Olympischen Sommerspielen 2016 in Rio de Janeiro teil.

## Erfolge

### Nationalmannschaft
U-21-Handball-Weltmeisterschaft der Männer
- : 2011 Griechenland

Afrikameisterschaft
- : 2018 Gabun
- : 2024 Kairo

Mittelmeerspiele
- : Tarragona 2018

### Club
Arab Club Championship (البطولة العربية للأندية البطلة لكرة اليد‎)
- : Berkane 2012

Tunisia National Cup (كأس تونس لكرة اليد للرجال‎)
- : 2011